# Rágol
Rágol ist ein südspanisches Dorf und Gemeinde (municipio) in der Provinz Almería mit 298 Einwohnern (Stand: 2024). Neben dem Hauptort Rágol besteht die Gemeinde aus den Wüstungen Egea, Los Eugenios, Los Gatos, Los Trazas und El Zaíno.

## Lage
Rágol liegt etwa 23 Kilometer nordwestlich von Almería in einer Höhe von ca. 400 m. 

## Bevölkerungsentwicklung
| Jahr      | 1970 | 1981 | 1991 | 2001 | 2011 | 2021 |
| --------- | ---- | ---- | ---- | ---- | ---- | ---- |
| Einwohner | 646  | 537  | 428  | 391  | 379  | 305  |

## Sehenswürdigkeiten
- Michaeliskirche (Iglesia de San Miguel Arcángel) aus dem 15./16. Jahrhundert

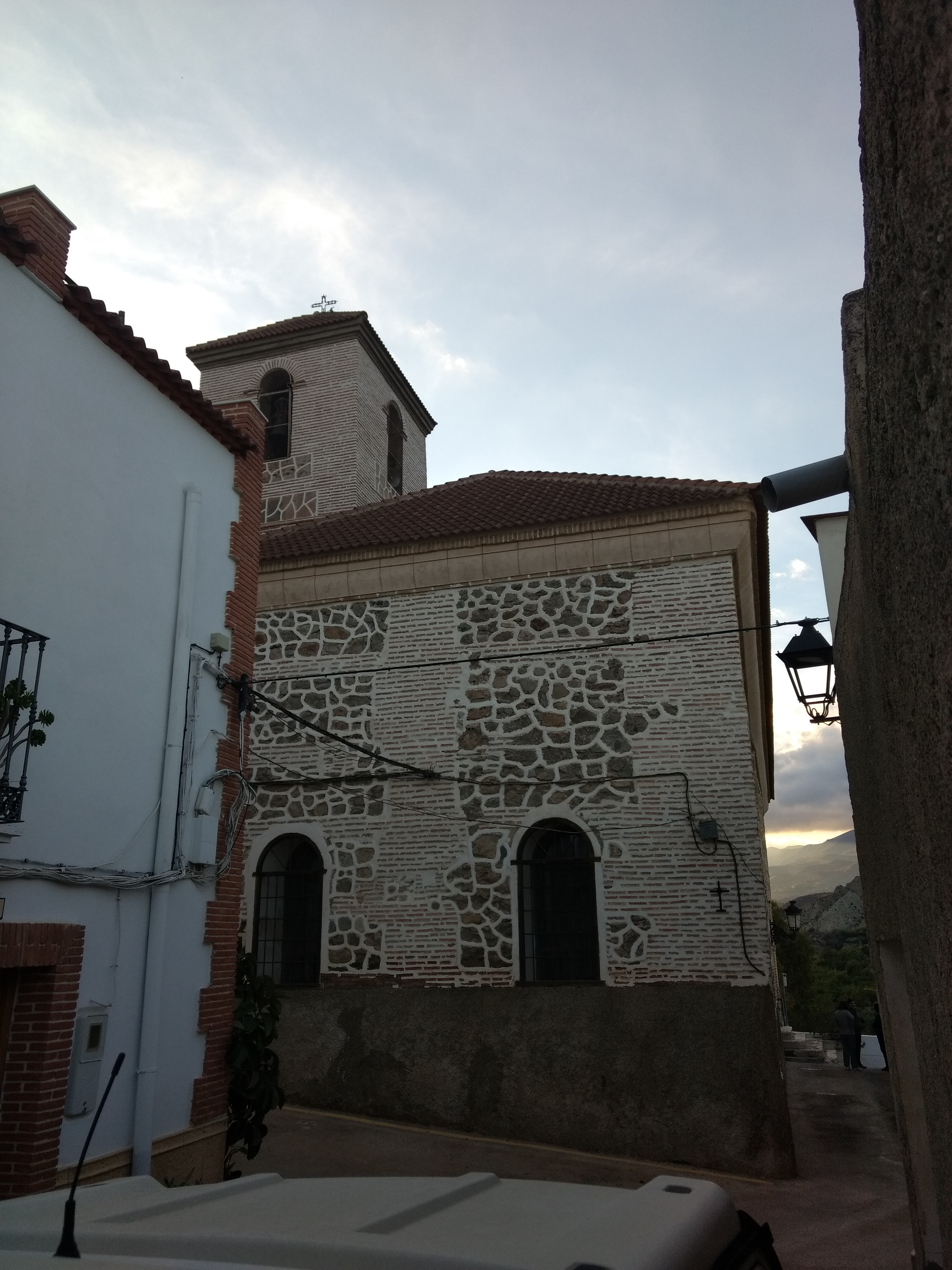
Michaeliskirche
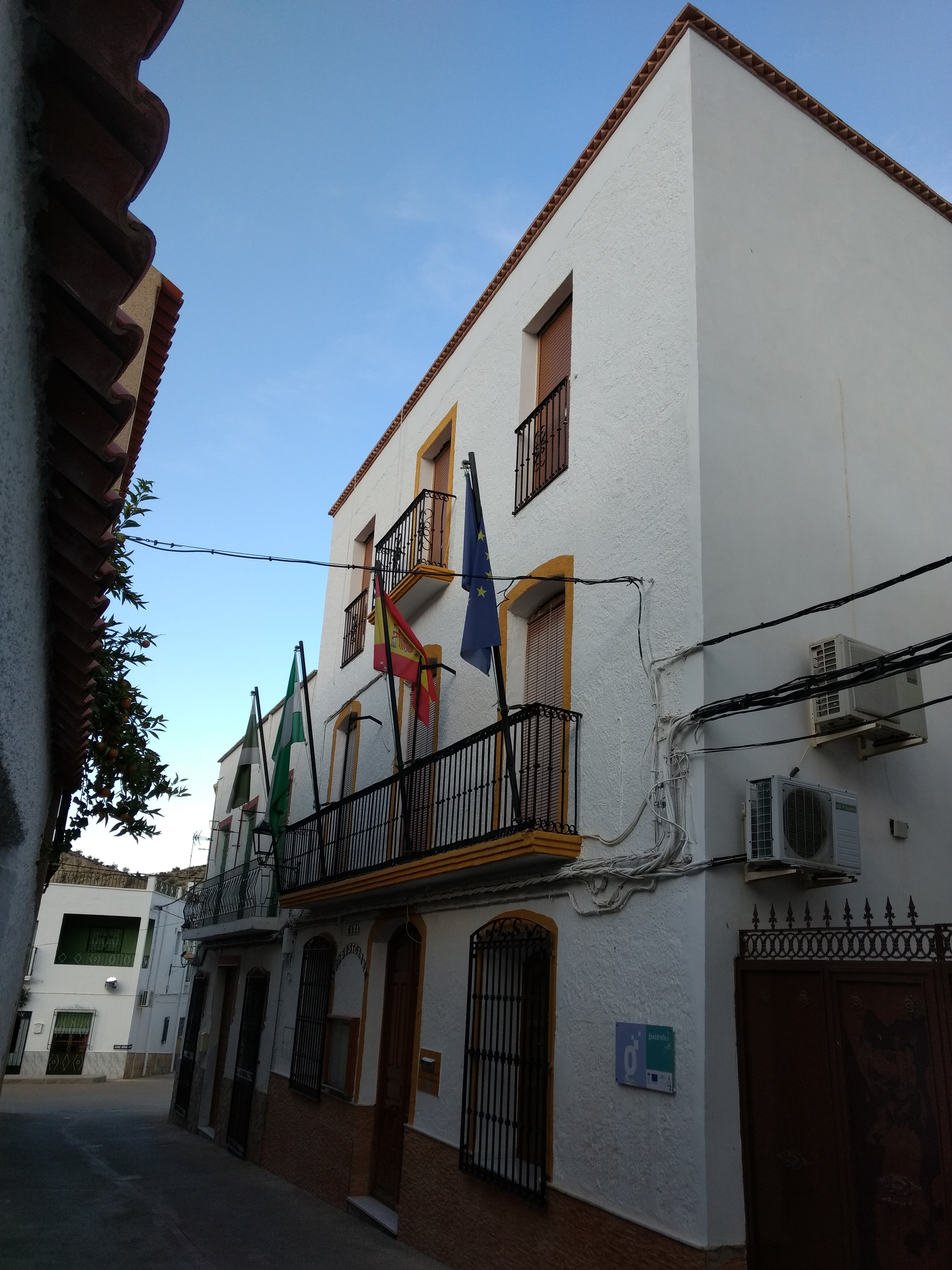
Rathaus